# Китамура, Кусуо
Кусуо Китамура (яп. 北村 久寿雄 Китамура Кусуо, 9 октября 1917 — 6 июня 1996) — японский пловец, олимпийский чемпион.
Кусуо Китамура родился в 1917 году в городе Коти.
В 1932 году в 14-летнем возрасте Кусуо Китамура вошёл в японскую олимпийскую сборную по плаванию. На Олимпийских играх в Лос-Анджелесе он завоевал золотую медаль на дистанции 1500 м вольным стилем.
По возвращении в Японию Кусуо Китамура завершил спортивную карьеру и поступил в Токийский имперский университет. По окончании университета он стал работать в Министерстве труда, постепенно продвинувшись по карьерной лестнице до начальника департамента. В 1984 году он вышел в отставку и стал одним из директоров Sumitomo Cement.